# Florinda Meza
Florinda Meza García (Juchipila, Zacatecas, 8 de febrero de 1949) es una actriz, comediante, productora y cantante mexicana. Es conocida por haber interpretado al personaje de doña Florinda, en la serie El Chavo del 8.

## Biografía y carrera

### Primeros años
Florinda Meza García nació el 8 de febrero de 1949 en Juchipila, Zacatecas.

### Colaboraciones con Roberto Gómez Bolaños
En 1970, conoció al actor, guionista y comediante Roberto Gómez Bolaños, quien la invitó a participar en diversos sketches de su programa de comedia, Chespirito, con el que debutó como actriz. Durante la realización de dicho proyecto, en 1971 se transmitió un sketch titulado El Chavo, que fue bien recibido por la audiencia de la emisión, por lo que en 1972 y luego establecida formalmente en 1973, se creó la serie El Chavo del 8, con la que logró consagrar su carrera interpretando al personaje de doña Florinda.[cita requerida]
En 1974, debutó en las telenovelas con Mundo de juguete, una producción de drama infantil, y el mismo año intervino en el melodrama, La tierra. A partir de octubre de 1977, inició una relación extramarital con Roberto Gómez, a pesar de que este último se hallaba casado y tenía hijos con la argentina Graciela Fernández. Antes de esto, Bolaños ya había estado cortejándola cinco años atrás, cerca de 1972. En consecuencia, en 1989, Graciela y Bolaños se divorciaron.

### Vida y proyectos posteriores
En 2004, luego de veintisiete años de vivir juntos, ella y Roberto se casaron. No tuvieron hijos debido a que Gómez Bolaños se había hecho la vasectomía antes de conocerla.
En 2011, el actor Carlos Villagrán, su excompañero de reparto en El Chavo del 8, reveló que ambos habían mantenido un amorío previo a su relación con Roberto Gómez. A partir de esto, se dio por hecho que el distanciamiento entre Villagrán y Gómez Bolaños había sido provocado por esa situación. Así mismo, también reveló que Meza sostuvo una relación con el director de la serie, Enrique Segoviano, romance que también se dio antes de que Roberto y ella fueran pareja oficial.
Tras 24 años alejada de la actuación, en 2019 hizo un breve regreso con la película, Dulce familia.

## Discografía

### Álbumes
| Año  | Título                 | Discográfica   |
| 1991 | Milagro Y Magia        | Discos América |
| 1991 | Milagro y magia vol. 2 | Discos América |

### Álbumes recopilatorios
| Año  | Título                                                   | Discográfica          |
| 1979 | Síganme los buenos a la vecindad del Chavo               | Fontana               |
| 2007 | Así cantamos y vacilamos en la vecindad del Chavo vol. 2 | Universal Music Group |
| 2012 | La más completa colección                                | Universal Music Group |

### Sencillos
| Año  | Título                                                       | Discográfica           |
| 1977 | Los payasos (coros de apoyo para Roberto Gómez Bolaños)      | Universal Music México |
| 1979 | Nacer                                                        | Philips Records        |
| 1979 | La pata y el tulipán                                         | Philips Records        |
| 1979 | Los cursis (en colaboración con Rubén Aguirre)               | Philips Records        |
| 1983 | Pla Pla Pla                                                  | Desconocida            |
| 1983 | Con usted                                                    | Desconocida            |
| 1984 | Lección de canto (en colaboración con Roberto Gómez Bolaños) | Desconocida            |
| 1989 | Eso eso                                                      | Desconocida            |

## Filmografía

### Cine
| Año  | Título                            | Papel            | Notas        |
| ---- | --------------------------------- | ---------------- | ------------ |
| 1979 | El Chanfle                        | Tere             |              |
| 1982 | El Chanfle 2                      | Tere             |              |
| 1983 | Don Ratón y don Ratero            | Aftadolfa        |              |
| 1984 | Charrito                          | Hija del sheriff |              |
| 1989 | Música de Viento                  | Valentina        |              |
| 2019 | Cineminuto Cinemex: Dulce familia | Verónica         | Cortometraje |
| 2019 | Dulce familia                     | Verónica         |              |

### Guionista
| Año  | Título                    | Se desempeñó como                                                                  | Notas                                |
| ---- | ------------------------- | ---------------------------------------------------------------------------------- | ------------------------------------ |
| 1991 | Milagro y magia           | Creadora                                                                           |                                      |
| 1997 | Alguna vez tendremos alas | Adaptadora original con Carlos Daniel González del guion escrito por Alberto Migré | Acreditada como Florinda Meza García |

### Producción
| Año  | Título                    | Notas                                |
| ---- | ------------------------- | ------------------------------------ |
| 1985 | María de nadie            | Acreditada como Florinda Meza García |
| 1991 | Milagro y magia           | Productora ejecutiva                 |
| 1995 | La dueña                  | Acreditada como Florinda Meza García |
| 1997 | Alguna vez tendremos alas | Acreditada como Florinda Meza García |

### Televisión
| Año        | Título                                                   | Papel                    | Notas                      |
| ---------- | -------------------------------------------------------- | ------------------------ | -------------------------- |
| 1970-73    | Chespirito                                               | Varios personajes        |                            |
| 1972-1983  | El Chavo del 8                                           | Doña Florinda / La Popis |                            |
| 1979-79    | El Chapulín Colorado                                     | Varios personajes        |                            |
| 1974       | Mundo de juguete                                         | Personaje desconocido    |                            |
| 1974       | La tierra                                                | Personaje desconocido    |                            |
| 1979-1980  | La Chicharra                                             | Cándida                  |                            |
| 1991       | Milagro y magia                                          | Elisa                    |                            |
| 1980-1995  | Chespirito                                               | Varios personajes        |                            |
| 2000       | Viva el lunes                                            | Ella misma               | Invitada                   |
| 2000       | No contaban con mi astucia                               | Ella misma               |                            |
| 2003       | Otro rollo                                               | Ella misma               | Invitada                   |
| 2003       | El gordo y la flaca                                      | Ella misma               | Invitada                   |
| 2004       | Premios Casandra                                         | Ella misma               |                            |
| 2004       | De pe a pa                                               | Ella misma               | Invitada                   |
| 2005       | Chespirito: 35 años en el corazón de México              | Ella misma               |                            |
| 2008       | Miguel Galván... Una estrella del canal de las estrellas | Ella misma               |                            |
| 2012       | América celebra a Chespirito                             | Ella misma               |                            |
| 2015       | Programa do Ratinho                                      | Ella misma               | Emisión brasileña Invitada |
| 2015       | Domingo Legal                                            | Ella misma               | Emisión brasileña Invitada |
| 2016       | El minuto que cambió mi destino                          | Ella misma               | Entrevista                 |
| 2016       | Don Francisco te invita                                  | Ella misma               | Invitada                   |
| 2016, 2017 | Primer plano                                             | Ella misma               | Invitada                   |

### Teatro
| Año     | Título                 | Papel                  |
| ------- | ---------------------- | ---------------------- |
| 1992-98 | Once y doce            | Cristina               |
| 2020    | La Hija Del Regimiento | Duquesa de Krakenthorp |

## Premios y nominaciones

### Premios TVyNovelas
| Año  | Categoría               | Trabajo nominado | Resultado |
| ---- | ----------------------- | ---------------- | --------- |
| 1996 | Mejor telenovela        | La dueña         | Nominada  |
| 1994 | Mejor actriz de comedia | Chespirito       | Ganadora  |
| 1992 | Mejor escritor del 92   | Milagro y magia  | Ganadora  |
| 1991 | Mejor actriz de comedia | Chespirito       | Nominada  |

### Premios El Heraldo de México
| Año  | Categoría        | Trabajo nominado | Resultado |
| ---- | ---------------- | ---------------- | --------- |
| 1996 | Mejor telenovela | La dueña         | Nominada  |

### Premios ACE (Nueva York)
| Año  | Categoría               | Trabajo nominado | Resultado |
| ---- | ----------------------- | ---------------- | --------- |
| 1996 | Mejor programa escénico | La dueña         | Nominada  |

### Premios Eres
| Año  | Categoría        | Trabajo nominado | Resultado |
| ---- | ---------------- | ---------------- | --------- |
| 1996 | Mejor telenovela | La dueña         | Ganadora  |